# Kinetohorni mikrotubuli
Kinetohorni mikrotubuli su mikrotubuli u diobenom vretenu.
Jedna su od triju vrsta mikrotubula koji tvore diobeno vreteno, uz astralne i polarne (nekinetohorne). Kinetohorni mikrotubuli izgrađuju poluvretena koja zajedni čine diobeno vreteno. Ove se mikrocjevčice (mikrotubuli) vežu za kinetohore, po kojima su i dobile ime. Omogućuju da se tijekom mitoze jednostruki kromosomi razdvoje iz strukture dvostrukih kromosoma.